# Kounsankoro
Kounsankoro – miasto i subprefektura w Gwinei, w regionie Kankan, w prefekturze Kérouane. W 2014 roku subprefektura liczyła 7053 mieszkańców.